# Вільхівська сільська територіальна громада
Вільхівська сільська територіальна громада — об'єднана територіальна громада в Україні, в Харківському районі Харківської області. Адміністративний центр — село Вільхівка.
Площа громади — 219,9 км2, населення громади — 8147 осіб (2020)
Утворена 12 червня 2020 року шляхом об'єднання Кулиничівської селищної ради, а також Вільхівської і Малороганської сільських рад Харківського району Харківської області з центром в селі Вільхівка. Перші вибори сільської ради та сільського голови Вільхівської сільської громади відбулися 25 жовтня 2020 року.

## Населені пункти
До складу громади фактично входять 11 сіл (Вільхівка, Байрак, Бісквітне, Благодатне, Бобрівка, Верхня Роганка, Затишшя, Коропи, Мала Рогань, Сороківка, Степанки) та 6 селищ (Елітне, Зернове, Кутузівка, Момотове, Прилісне, Слобідське).
5 березня 2013 року Харківська обласна рада ухвалила рішення про виключення смт Кулиничі, селища Перемога та сіл Бражники, Заїки і Затишшя Харківського району з облікових даних та їх включили у межі Харкова; втім, село Затишшя лише частково приєднали до Харкова (місцевість під назвою Старе Затишшя), а решта села продовжує існувати фактично та юридично в складі Вільхівської громади. Але Верховна Рада ці зміни досі не затвердила, тому юридично вони всі до сих пір в реєстрі Вільхівської громади.